# 盖蒂中心
盖蒂中心（英語：Getty Center），是一間位于美国加利福尼亚州洛杉矶的美術館，也是保罗·盖蒂博物馆和盖蒂基金会的所在地。美術館於1997年12月16日向公眾開放，並以其建築設計、花園和俯瞰洛杉磯的景觀而聞名。該美術館坐落在一座小山上，與山腳下的遊客停車場相連，由一輛有軌電車系統負責通行並穿梭兩地。
盖蒂中心位於洛杉磯的布倫特伍德社區，是保罗·盖蒂博物馆所設立的兩個場館之一（另一處則是位於洛杉磯帕西菲克帕利塞兹附近的蓋蒂別墅。），每年共吸引180萬遊客到訪參觀。美術館以20世紀前的歐洲繪畫、素描、手稿、雕塑和裝飾藝術為特色；以及從1830年代到當代來自世界各地的照片。此外，博物館在中心的藏品包括在露台和花園中展示的戶外雕塑以及由設計師羅伯特·歐文設計的大型中央花園。展出的藝術品包括梵高的《鸢尾花》。
盖蒂中心由建築師理查·麥爾設計，當代內部還設有蓋蒂研究所、蓋蒂保護研究所和蓋蒂信托等機構。其建築物具有防震及因應火災問題的特殊規定。

## 历史
蓋蒂博物館最初在1954年於保羅·蓋提位於帕西菲克帕利塞兹的家中開始建造。他將自家的建築物擴建為博物館翼樓。1970年代，為了有充足的空間更好容納收藏品，蓋蒂在自家的土地上興建了一座意大利風格別墅，並在1974年開放參觀。當蓋蒂於1976年去世後，整個財產被移交給蓋蒂信託基金使用於博物館用途。然而，該收藏品的規模超過了該基金會的處理範圍，使得基金會後來更名為蓋蒂別墅，管理層因而尋找一個更容易到達洛杉磯的地區購買土地，以建設一座新的博物館，最終則一個佔地24英畝（9.7公頃）的校園，位於405號州際公路上方的聖莫尼卡山脈，佔地110英畝（45 公頃），以及被保持在自然狀態的600英畝（240 公頃）土地。
盖蒂中心的標價總額為7.33億美元，其中包括4.49億美元的建築費、1.15億美元的土地和現場工程、3000萬美元的固定裝置和設備，以及 1.39億美元的保險、工程師和建築師費用、許可證和安全措施。
1984年，理查·麥爾被選為 盖蒂中心的建築師。最終Hathaway Dinwiddie建築公司於1989年8月開始施工。使得盖蒂中心的施工被大大推遲，計劃完成日期從原本預定的1988年移至1995年，began in August 1989.然而到了1995 年，園區僅完成了一半以上的規模。
盖蒂中心最終於1997年12月16日向公眾開放。中心開放後，盖蒂別墅因大規模翻修而關閉，並於2006年1月28日重新開放，關注古希臘、羅馬和伊特魯里亞的藝術和文化。盖蒂博物館在蓋蒂中心和蓋蒂別墅展出藏品。

## 公共交通

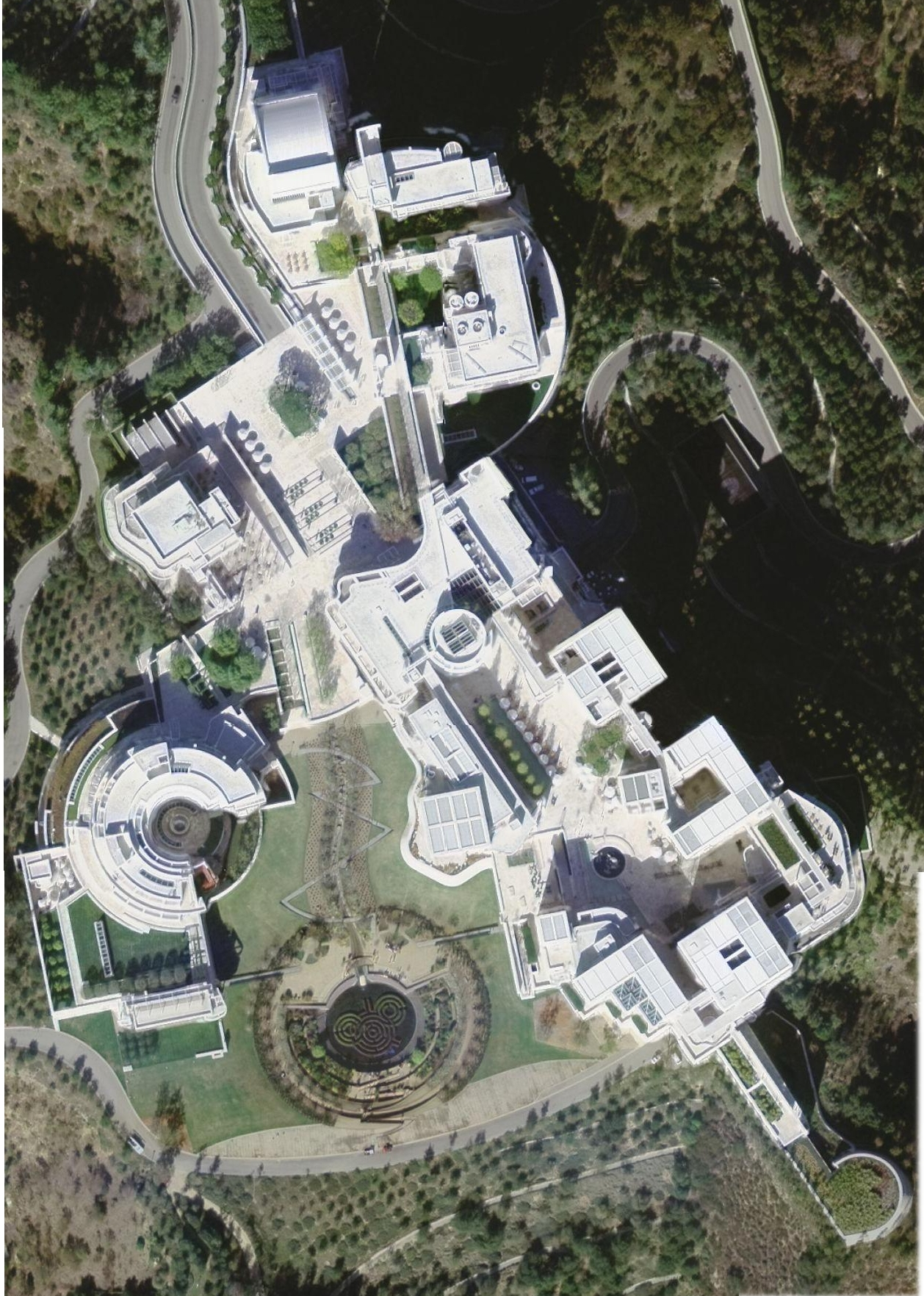
盖蒂中心的航拍影像

由洛杉矶郡都会运输局（LA Metro）运营的Metro Rapid 734路（工作日运行，每20分钟一班）及Metro Local 234路（周末及节假日运行）可到达盖蒂中心。734及234路从洛杉矶轻轨E线的Expo / Sepulveda站出发（关于洛杉矶轻轨，请参阅洛杉矶轨道交通），途径UCLA后抵达盖蒂中心缆车站旁的Sepulveda / Getty Center公交站。具体巴士或轨交线路及班次信息可用Transit App，谷歌地图和LA Metro官网 （页面存档备份，存于）查询。

## 延伸阅读
- Williams, Harold Marvin. . Los Angeles: J. Paul Getty Trust. 1991. ISBN 978-0-89236-210-3.
- Williams, Harold Marvin. . Los Angeles: J. Paul Getty Trust. 1997. ISBN 978-0-89236-463-3.
- Brawne, Michael. . London: Phaidon. 1998. ISBN 978-0-7148-3799-4.
- Mulas, Antonia; Richard Meier; Massimo Vignelli. . Tolentino (Macerata): Poltrona Frau. 1998. ISBN 978-88-8158-269-3.
- Deal, Joe. . Los Angeles: J. Paul Getty Museum. 1999. ISBN 978-0-89236-549-4.
- Weschler, Lawrence; Becky Cohen. . Los Angeles: J. Paul Getty Museum. 2002. ISBN 978-0-89236-620-0.
- Duggan, Jim; Becky Cohen. . Los Angeles: J. Paul Getty Museum. 2003. ISBN 978-0-89236-714-6.